# ナフシャ
ナフシャ（梵: नहुष, Nahuṣa）は、インド神話に登場する王である。アーユスとスヴァルバーナヴィーの息子で、ヴリッダシャルマン、ラジ、ラムバ、ガヤ、アネーナスと兄弟。プルーラヴァスとウルヴァシーの孫にあたる。妃プリヤヴァーサスとの間に、ヤティ、ヤヤーティ、サンヤーティ、アーヤーティ、パンチャ、ウッダヴァをもうけた。もともとは月種族に属する優れた君主であり、神々に請われて天界の支配者となったが、後に傲慢になったため天より追われた。

## 神話
あるときインドラ神は過去の罪業（バラモン殺し、友情の裏切り）によってひどい罪悪感に襲われ、天から逃げ出したことがあった。そこで神々や聖仙はナフシャに神々の王位に就いて欲しいと頼んだ。ナフシャは辞退したが、神々は彼に、自分の視界に入った神々、アスラ、ヤクシャ、聖仙、祖霊、ラークシャサ、ガンダルヴァ、ブータからテージャス（威光）を奪ってより強力な力を持つという力を授け、天を治めさせた。ところが次第にナフシャは傲慢な性格となり、インドラの神妃シャチーを自分のものにしようとした。神々が止めようとすると、ナフシャはインドラ神が聖仙の妻アハリヤーを寝取ったことや、数々の残虐行為、詐欺を行ったことを挙げて、自らの正当性を主張しさえした。一方、逃げたシャチーはブリハスパティの勧めにしたがってナフシャのもとに行き、夫を捜すための猶予を乞い願った。そしてナフシャの許可を得るとヴィシュヌ神からインドラ神の行方を聞き、さらに馬祀祭を執り行ってインドラの罪を浄化するよう助言を受けた。しかし罪が浄化されて罪の意識から回復したインドラはナフシャが奪った威光により無敵であるのを見ると再び逃亡した。シャチーは悲しんだが、夜の女神ラートリーに祈念して女神ウパシュルティを創造した。ウパシュルティがシャチーをインドラのもとに案内すると、インドラはシャチーに策略を授けた。それはナフシャに聖仙に輿を担がせて乗物とすることを勧めよというものであった。そこでシャチーはナフシャのもとに戻って来ると、ナフシャが神々のようなヴァーハナ（乗物）を持っていないことを指摘して、彼に聖仙を乗物とするよう勧め、そうしたならナフシャのものとなると言った。ナフシャはこの提案を気に入り、聖仙たちを車につないで乗物とし、酷使した。
しかしナフシャは聖仙たちと論争になり、聖典ヴェーダの聖句を非難し、聖仙アガスティヤの頭に足で触れてしまった。こうした非法（アダルマ）によってナフシャはあらゆる福徳を失い、呪われて天から堕ち、1万年の間大蛇の姿となった。しかしナフシャの懇願によって許されたとも、子孫の1人ユディシュティラに救われたともいわれる。